# 나인우
나인우(羅人友, 1994년 9월 17일~)는 대한민국의 배우이다.

## 학력
- 서울신길초등학교 (졸업)
- 관산중학교 (졸업)
- 경일관광경영고등학교 관광경영 (졸업)
- 단국대학교 공연영화학부 연극전공 (학사)

## 출연 작품

### 드라마
- 2015년 MBC 월화 특별기획 드라마 《빛나거나 미치거나》 ... 세원 역
- 2015년 ~ 2016년 MBC 주말 특별기획 드라마 《엄마》 ... 박대룡 역
- 2016년 네이버TV 웹드라마 《스파크》 ... 윤가온 역
- 2016년 MBC 저녁 일일연속극 《황금주머니황금주머니》 ... 윤지상 역
- 2018년 tvN D 금요 웹드라마 《좀 예민해도 괜찮아》 ... 박지호 역
- 2019년 iHQ 수목 드라마 《최고의 치킨》 ... 이진상 역
- 2019년 KBS1 저녁 일일연속극 《여름아 부탁해》 ... 장원준 역
- 2019년 ~ 2020년 KBS1 저녁 일일연속극 《꽃길만 걸어요》 ... 남이남 / 김현 역
- 2019년 Seezn 금토 드라마 《연남동 패밀리》 ... 유권 역
- 2020년 JTBC 수목 드라마 《쌍갑포차》 ... 김원형 역
- 2020년 tvN 주말 드라마 《철인왕후》 ... 김병인 역
- 2021년 KBS2 월화 드라마 《달이 뜨는 강》 ... 온달 역
- 2021년 KBS2 월화 드라마 《멀리서 보면 푸른 봄》 ... 여준완 역 (특별출연)
- 2022년 JTBC 금토 드라마 《클리닝 업》 ... 이두영 역
- 2022년 KBS2 수목 드라마 《징크스의 연인》 ... 공수광 / 고명성 역
- 2022년 MBC 금토 드라마 《금수저》 ... (특별출연)
- 2023년 ENA 수목 드라마 《오랫동안 당신을 기다렸습니다》 ... 오진성 역
- 2024년 tvN 월화 드라마 《내 남편과 결혼해줘》 … 유지혁 역
- 2025년 MBC 금토 드라마  《모텔 캘리포니아》 ... 천연수 역

### 영화
- 2015년 《스물》 ... 동원 역
- 2016년 《동호, 연수를 치다》 ... 고동호 역
- 2019년 《얼굴없는 보스》 ... 소년 1 역
- 2021년 《그녀의 버킷 리스트》 ... 강한솔 역
- 2022년 《동감》 ... 영지 역

### 공연
- 2013년 ~ 2014년 《총각네 야채가게》 ... 손지환 역

### 텔레비전 프로그램
| 연도 | 방송사 | 제목                | 역할      | 날짜                              | 비고                       |
| ---- | ------ | ------------------- | --------- | --------------------------------- | -------------------------- |
| 2021 | MBC    | 황금어장 라디오스타 | 게스트    | 2021년 5월 12일                   | 720회                      |
| 2022 | KBS2   | 1박 2일             | 고정 출연 | 2022년 2월 13일 ~ 2024년 7월 21일 | 112회 ~ 236회              |
| 2022 | KBS2   | KBS 가요대축제      | MC        | 2022년 12월 16일                  | With 김신영, 아이브 장원영 |
| 2024 | tvN    | 놀라운 토요일       | 게스트    | 2024년 2월 17일                   | With 박민영                |

### 라디오 프로그램
| 연도 | 방송사   | 제목                      | 역할   | 날짜            | 비고 |
| ---- | -------- | ------------------------- | ------ | --------------- | ---- |
| 2021 | KBS 쿨FM | 볼륨을 높여요             | 게스트 | 2021년 8월 10일 |      |
| 2021 | KBS 쿨FM | STATION-Z (스테이션 제트) | 진행   | 2021년 9월 7일  |      |

## 수상 및 후보
| 연도   | 시상식                         | 부문                          | 작품          | 결과 |
| ------ | ------------------------------ | ----------------------------- | ------------- | ---- |
| 2021년 | 제57회 백상예술대상            | TV부문 남자 신인연기상        | 달이 뜨는 강  | 후보 |
| 2021년 | K-Model Awards with AMF Global | 대중문화 인기상 - 연기자 부문 | 빈칸          | 수상 |
| 2021년 | 제6회 아시아 아티스트 어워즈   | 뉴웨이브상                    | 빈칸          | 수상 |
| 2021년 | KBS 연기대상                   | 남자 신인상                   | 달이 뜨는 강  | 수상 |
| 2021년 | KBS 연기대상                   | 베스트 커플상                 | 달이 뜨는 강  | 수상 |
| 2022년 | 아시아 아티스트 어워즈         | 배우 부문 이모티브상          | 빈칸          | 수상 |
| 2022년 | KBS 연예대상                   | 쇼&버라이어티 부문 신인상     | 1박 2일       | 수상 |
| 2022년 | KBS 연기대상                   | 베스트 커플상                 | 징크스의 연인 | 수상 |
| 2023년 | KBS 연예대상                   | 쇼&버라이어티 부문 우수상     | 1박 2일       | 후보 |
| 2023년 | KBS 연예대상                   | 올해의 예능인상 (1박 2일 팀)  | 1박 2일       | 수상 |
| 2023년 | KBS 연예대상                   | 대상 (1박 2일 팀)             | 1박 2일       | 수상 |

## 참고 사항
- 2021년 지수가 KBS 2TV 《달이 뜨는 강》에서 하차한 후 투입되어 7회 방송부터 출연하였고, 1~6회도 촬영하여 VOD 서비스로 공개되어 1회부터 최종회까지 모두 출연하였다.